# Dusicielowate
Dusicielowate, dusiciele (Boidae) – rodzina węży.

## Charakterystyka
Dusiciele posiadają szczątkowy pas miednicowy, bardzo silnie zredukowane kończyny tylne i dobrze rozwinięte płuca. Ich oczy mają pionową źrenicę. Czaszka charakteryzuje się dużą ruchomością kości, zwłaszcza szczęk, co umożliwia szerokie otwieranie paszczy. Kości są połączone długimi ścięgnami.

## Systematyka

### Systematyka zgodna z ITIS
Obecnie rodzina ta nie jest dzielona na podrodziny i zaliczane są do niej tylko gatunki z dawnej podrodziny Boinae. Gatunki z podrodziny Erycinae (Bonaparte, 1831) są obecnie zaliczane do dwóch odrębnych rodzin (Charinidae Gray, 1849 oraz Erycidae Bonaparte, 1831); dodatkowo z dusicielowatych zostały wydzielone odrębne rodziny Calabariidae Gray (1858), Candoiidae Pyron, Reynolds i Burbrink (2014) oraz Sanziniidae Romer (1956)
Aktualna systematyka rodziny dusicielowatych:
- rodzaj: Boa
  - boa dusiciel (Boa constrictor)
    - Boa constrictor amarali
    - Boa constrictor constrictor
    - Boa constrictor imperator
    - Boa constrictor longicauda
    - Boa constrictor melanogaster
    - Boa constrictor nebulosa
    - Boa constrictor occidentalis
    - Boa constrictor orophias
    - Boa constrictor ortonii
    - Boa constrictor sabogae
- rodzaj: Chilabothrus
  - boa kubański (Chilabothrus angulifer)
  - Chilabothrus argentum
  - Chilabothrus chrysogaster
  - Chilabothrus exsul
  - Chilabothrus fordii
  - boa wysmukły (Chilabothrus gracilis)
  - Chilabothrus granti
  - boa portorykański (Chilabothrus inornatus)
  - Chilabothrus monensis
  - Chilabothrus striatus
  - Chilabothrus strigilatus
  - boa jamajski (Chilabothrus subflavus)
- rodzaj: Corallus
  - boa leśny (Corallus hortulanus)
  - boa prążkowany (Corallus annulatus)
  - boa psiogłowy (Corallus caninus)
  - Corallus cookii
  - Corallus cropanii
  - Corallus grenadensis
  - Corallus ruschenbergerii
- rodzaj: Epicrates
  - Epicrates alvarezi
  - Epicrates assisi
  - boa tęczowy (Epicrates cenchria)
  - Epicrates crassus
  - Epicrates maurus
- rodzaj: anakonda (Eunectes)
  - anakonda zielona (Eunectes murinus)
  - anakonda żółta (Eunectes notaeus)
  - anakonda boliwijska (Eunectes beniensis)
  - anakonda ciemna (Eunectes deschauenseei)

### Tradycyjna systematyka
Tradycyjnie do tej rodziny zaliczano 5 podrodzin obejmujących ponad 20 rodzajów węży:
- boa (Boinae) (m.in. boa dusiciel czy anakonda zielona)
- pytony (Pythoninae) (m.in. pyton tygrysi czy pyton siatkowany)
- Bolyeriinae
- Erycinae
- Loxoceminae

### Inne systematyki
W nowszych klasyfikacjach podrodziny Pythoninae, Bolyeriinae i Loxoceminae często podnosi się do rangi rodzin, tym samym wyłączając je z rodziny Boidae; z drugiej strony do dusicielowatych mogą należeć rodzaje Ungaliophis i Exiliboa, dawniej uznawane za przedstawicieli rodziny boaszkowatych. Dokładna pozycja systematyczna tych taksonów pozostaje przedmiotem sporu wśród herpetologów.
Systematyka według The Reptile Database:
- Boinae – boa
- Ungaliophiinae
- Erycinae
- Calabariinae – jedynym przedstawicielem jest Calabaria reinhardtii – boa ziemny[8]
- Candoiinae
- Sanziniinae
- Charininae

W klasyfikacji dusicielowatych przyjętej przez Pyrona, Reynoldsa i Burbrinka (2014) do rodziny Boidae zaliczane są tylko rodzaje Boa, Corallus, Eunectes, Epicrates i wydzielony z rodzaju Epicrates rodzaj Chilabothrus. W klasyfikacji przyjętej przez autorów podrodzina Erycinae jest podnoszona do rangi odrębnej rodziny Erycidae, rodzaje Exiliboa i Ungaliophis są przenoszone wraz z rodzajami Charina i Lichanura do osobnej rodziny Charinidae, rodzaje Acrantophis i Sanzinia są zaliczane do odrębnej rodziny Sanziniidae, zaś rodzaje Calabaria i Candoia są zaliczane do własnych, monotypowych rodzin – odpowiednio Calabariidae i Candoiidae.